# Općina Žužemberk
Općina Žužemberk (slo.: Občina Žužemberk) je općina u južnoj Sloveniji u pokrajini Dolenjskoj i statističkoj regiji Jugoistočna Slovenija. Središte općine je naselje Žužemberk s 1.085 stanovnika. 

## Zemljopis
Općina Žužemberk nalazi se u južnom dijelu države, u pokrajini Dolenjskoj. Općina je brdsko-planinskog karaktera. Na sjeveru se pruža planina Suha Krajina, na jugu planina Kočevski Rog. U središnjem dijelu nalazi se gornji dio doline rijeke Krke.
U nižim dijelovima općine vlada umjereno kontinentalna klima, a u višim vlada njena oštrija, planinska varijanta. Jedini značajan vodotok je rijeka Krka, u koju se uljevaju svi manji vodotoci.

## Naselja u općini
Boršt pri Dvoru, Brezova Reber pri Dvoru, Budganja vas, Dešeča vas, Dolnji Ajdovec, Dolnji Kot, Dolnji Križ, Drašča vas, Dvor, Gornji Ajdovec, Gornji Kot, Gornji Križ, Gradenc, Hinje, Hrib pri Hinjah, Jama pri Dvoru, Klečet, Klopce, Lašče, Lazina, Lopata, Mačkovec pri Dvoru, Mali Lipovec, Malo Lipje, Pleš, Plešivica, Podgozd, Podlipa, Poljane pri Žužemberku, Prapreče, Prevole, Ratje, Reber, Sadinja vas pri Dvoru, Sela pri Ajdovcu, Sela pri Hinjah, Srednji Lipovec, Stavča vas, Šmihel pri Žužemberku, Trebča vas, Veliki Lipovec, Veliko Lipje, Vinkov Vrh, Visejec, Vrh pri Hinjah, Vrh pri Križu, Vrhovo pri Žužemberku, Zafara, Zalisec, Žužemberk, Žvirče

## Vanjske poveznice
- Službena stranica općine